# Silvia Reyes
Silvia Reyes Plata (Las Palmas de Gran Canaria, 1949 - Barcelona, 22 de mayo de 2024) fue una activista trans española vinculada al movimiento LGBT de Barcelona. Fue participante en la primera manifestación del orgullo de Barcelona en 1977.

## Biografía
Consiguió una beca para estudiar Medicina cuando tenía 17 años, pero no pudo empezar la carrera porque los profesores le decían que si quería ir a la universidad no podía depilarse las cejas y que debía ir vestida como un hombre. Esta situación y los malos tratos físicos y psicológicos que sufría por parte de su familia hicieron que se marchase de casa y se instalara en Barcelona, determinada a no renunciar a su identidad.
Reyes llegó a la capital catalana en 1973, cuatro meses después de haber terminado el servicio militar. Buscó trabajo en hoteles, dada su experiencia previa durante siete años, pero Reyes, que había empezado a hormonarse en 1974 «con productos que compraba en una farmacia», era sistemáticamente rechazada por tener una apariencia femenina y un nombre masculino. Durante ese primer mes fue detenida en tres ocasiones, ya que, en aquella época (debido a la ley sobre peligrosidad y rehabilitación social), para una persona transexual no era seguro estar en la calle ni tampoco en bares de ambiente o cines. Cuando se le estaban terminando las 5.000 pesetas con las que llegó a Cataluña, se vio obligada a ejercer la prostitución.
A finales de 1974 fue detenida en otra redada y llevada a la cárcel Modelo de Barcelona por ser travesti; de ahí fue a parar a la de Carabanchel (Madrid), y más tarde en un centro de «rehabilitación social» de Badajoz, para —supuestamente— curar la homosexualidad, durante seis meses. Como la ley sobre peligrosidad y rehabilitación social obligaba al destierro después de haber cumplido condena, cuando salió a finales de 1975 tuvo que marcharse de Cataluña, aunque volvía a Barcelona una vez al mes; en una de estas visitas a la ciudad pudo formar parte de la primera manifestación del orgullo gay en el estado en 1977. En el momento de ser exiliada decidió que no quería volver a ejercer la prostitución, y finalmente se instaló en París, donde encontró trabajo actuando en una sala de fiestas que le permitió dedicarse al mundo del espectáculo, lo que, durante diez años, le llevó a vivir a diferentes localidades de Francia, Bélgica y Suiza. Dejó de trabajar en 2003 y regresó a Barcelona, donde se instaló de forma definitiva.
En total fue detenida más de 50 veces a lo largo de dos décadas, por su forma de vestir, de comportarse o de andar, primero a causa de la ley de peligrosidad social y después por la de escándalo público, que fue vigente hasta 1988. En las cárceles, centros de detención y rehabilitación social sufrió muchas vejaciones y malos tratos; estas represiones, sumadas al exilio obligado que tuvo que sufrir, hizo que se sumara a la petición al gobierno español de una reparación por daños ocasionados por la dictadura franquista. De las indemnizaciones económicas que los homosexuales y transexuales encarcelados por el régimen reclamaron, y que no empezaron a ser pagadas hasta 2009, Reyes recibió 7.500 euros.
Falleció el 22 de mayo de 2024 en Barcelona, a los 75 años.

## Reconocimiento
En 2017 participó en el documental Crits de llibertat junto con otros activistas LGBT del ámbito catalán como Jordi Griset, Maria Giralt, Paulina Blanco, Armand de Fluvià y Nazario. Su testimonio aparece en el libro del periodista extremeño Raúl Solís La doble transición (2019), junto al de otras mujeres transexuales que alzaron su voz ante la represión ocurrida durante el franquismo y la transición. En una entrevista de 2019 a raíz de la presentación del libro en la sede del Museo Extremeño e Iberoamericano de Arte Contemporáneo (MEIAC), antigua prisión de homosexuales de Badajoz, afirmó que «el precio de vivir en libertad ha sido alto, primero con la cárcel y más tarde con el exilio. Pero valió la pena». Solís, a su vez, destacó que el volver a la antigua cárcel junto a Reyes tenía «un alto contenido de justicia poética».